# Татяна Дончева
Татяна Дончева Тотева е българска юристка и политик, народен представител.

## Биография
Завършва Националната природо-математическа гимназия „Акад. Любомир Чакалов“, а по-късно – право в Софийския университет.
До 1991 г. работи като прокурор в Габрово. В началото на 90-те години работи като прокурор в Софийската градска прокуратура. Главният прокурор Иван Татарчев я освобождава заради партийна пристрастност. Като прокурор в СГП, Татяна Дончева отказва да регистрира ДПС като политическа партия. Някои смятат, че това е истинският мотив, заради който е освободена от прокуратурата.
Народен представител в XXXVIII, XXXIX, XL и XLI народно събрание от листата на БСП и в XLV и XLVI народно събрание от листата на коалиция „Изправи се! Мутри вън!“, преименувала се в XLVI НС на „Изправи се БГ! Ние идваме!“.
На частичните местни избори за кмет на София през 2005 година е кандидатка на БСП, Български социалдемократи, ПДСД и ЗПБ и остава втора след Бойко Борисов с 31,5% от гласовете на втори тур при 30,1% избирателна активност (102 804 гласа). На първия тур печели 23,2% от гласовете при 33,1% избирателна активност (83 250 гласа).
Дончева е заместник-председател на парламентарната група на Коалиция за България и на комисията по правните въпроси в парламента от 24 август 2005 до 25 юли 2009 година. Председател е на Постоянната подкомисия за контрол върху работата на службите за сигурност и на службите за обществен ред от 5 април 2006 до 25 юни 2009 година.
Като адвокат защитава интересите на Мултигруп, както и редица други корпорации, застрахователни компании и партии.
На 21 април 2011 г. Татяна Дончева представя „Движение 21“, което преди това е организация на младите интелектуалци в БСП. Партията се обединява „около каузата на промяната и европейското бъдеще на България активни граждани, които споделят демократичните ценности свобода, справедливост и солидарност“.
През Втория конгрес на „Движение 21“, проведен на 2 април 2016 г., Татяна Дончева е преизбрана за председател на „Движение 21“.
На президентските избори през 2016 г. се кандидатира за президент с вицепрезидент Минчо Спасов. Получава 69 372 гласа или 1,81%, което ѝ отрежда осмо място.
На 4 април 2021 г. е избрана за депутат в XLV народно събрание от партия „Изправи се! мутри вън!“. Избрана е за заместник-председател на парламента. 3 месеца по-късно е преизбрана на същите постове.
Говори английски и руски език. Неомъжена. Свири на цигулка.